# Кримські татари в Польщі
Кри́мські тата́ри в Польщі (також польські татари) — частина громадян та жителів Польщі, які є кримськими татарами, татарами-липками, чиї нащадки мігрували з Кримського ханства до Королівства Польського та Речі Посполитої. Татарами під час Національного перепису населення та житла 2011 року себе назвали 1828 громадян Польщі.

## Історія
1672 року почалася польсько-турецька війна, частина татарських ескадронів вирішила використати конфлікт, щоб поквитатися[прояснити], і перейшла на бік султана. Це так званий заколот татар-липків, унаслідок якого з Польщі виїхало близько трьох тисяч татар. Річ Посполита вже тоді заборгувала винагороду за участь у численних війнах епохи династії Вазів. Шведський потоп явно виснажив державу та її фінанси, тож королівські урядники взялися обіцяти татарам чергові привілеї, знаючи, що конфлікту з Туреччиною не уникнути. Дослідник історії татар Станіслав Кричинський писав, що не тільки через брак грошей. Тоді також панувало переконання, що татари повинні відслужити те, що отримали від попередніх правителів. Заколот татар-липків швидко придушив новий король Ян III Собеський (який, до речі, як гетьман коронний воював із кримськими татарами, котрі спустошували південно-східні землі Речі Посполитої). Він оголосив амністію, зрівняв польську й татарську шляхту в правах і привілеях, а крім того, надав татарам нові землі: у Малашевічах, Студзянці, Крушинянах, Богоніках і Драглях.
Важливішим у новітній історії татар виявилося переміщення кордонів Польщі на захід. Значна частина татар, які упродовж кількох сотень років мешкали на Віленщині, Новогрудщині чи Лідщині, вирішила залишити свої домівки й зберегти польське громадянство. На новому місці (у Ґданську, Вроцлаві, Ґожові, Щецині) вони не завжди вкорінювалися. Винятком виявився Білосток — від 2004 року осідок муфтія Республіки Польщі Томаша Міськевича. Що цікаво, до 1939 року в цьому місті мешкало лише кілька татарських сімей, а сьогодні Білосток є центром татарського життя. На це вплинули також переїзди татар із західних і північних регіонів Польщі на Підляшшя, що припали на 60-70-ті роки XX сторіччя. Переїзди великою мірою були зумовлені близькістю мечетей і мізарів (історичні храми й татарські некрополі розташовані в Богоніках і Крушинянах), а також присутністю духовенства. Цей факт мав значення для татар, відданих релігії. Ті з них, для кого іслам відігравав меншу роль, та атеїсти частіше залишалися в нових місцях і змішувалися з нетатарською більшістю. Друга половина XX сторіччя — це ще й період, коли робота в офісі та на підприємстві почала диктувати ритм життя, місто замінило село, а традиційні для татар ремесла, себто фірманство й чинбарство, цілком занепали.
Також з 2014 року невелика частина кримських татар мігрувала до Польщі через анексію Криму.

## Мова та релігія
Більшість кримських татар Польщі розмовляють польською мовою та не знають рідну кримськотатарську мову. Втрата рідної мови почалася вже до кінця XVI століття. На думку деяких учених, причиною того стали змішані шлюби кримськотатарських чоловіків з полячками та українками. Сповідують іслам, частина нащадків вихідців з Криму через асиміляцію та змішані шлюбі є католиками.

## Видатні особи
- Олександр Ахматович — юрист, міністр юстиції в урядах Криму та Середньої Литви, сенатор часів II Речі Посполитої.
- Леон Найман-Мірза-Кричинський — громадський діяч та історик.
- Ольгерд Найман-Мірза-Кричинський — польський громадський і політичний діяч, учасник татарського національного руху.

## Галерея

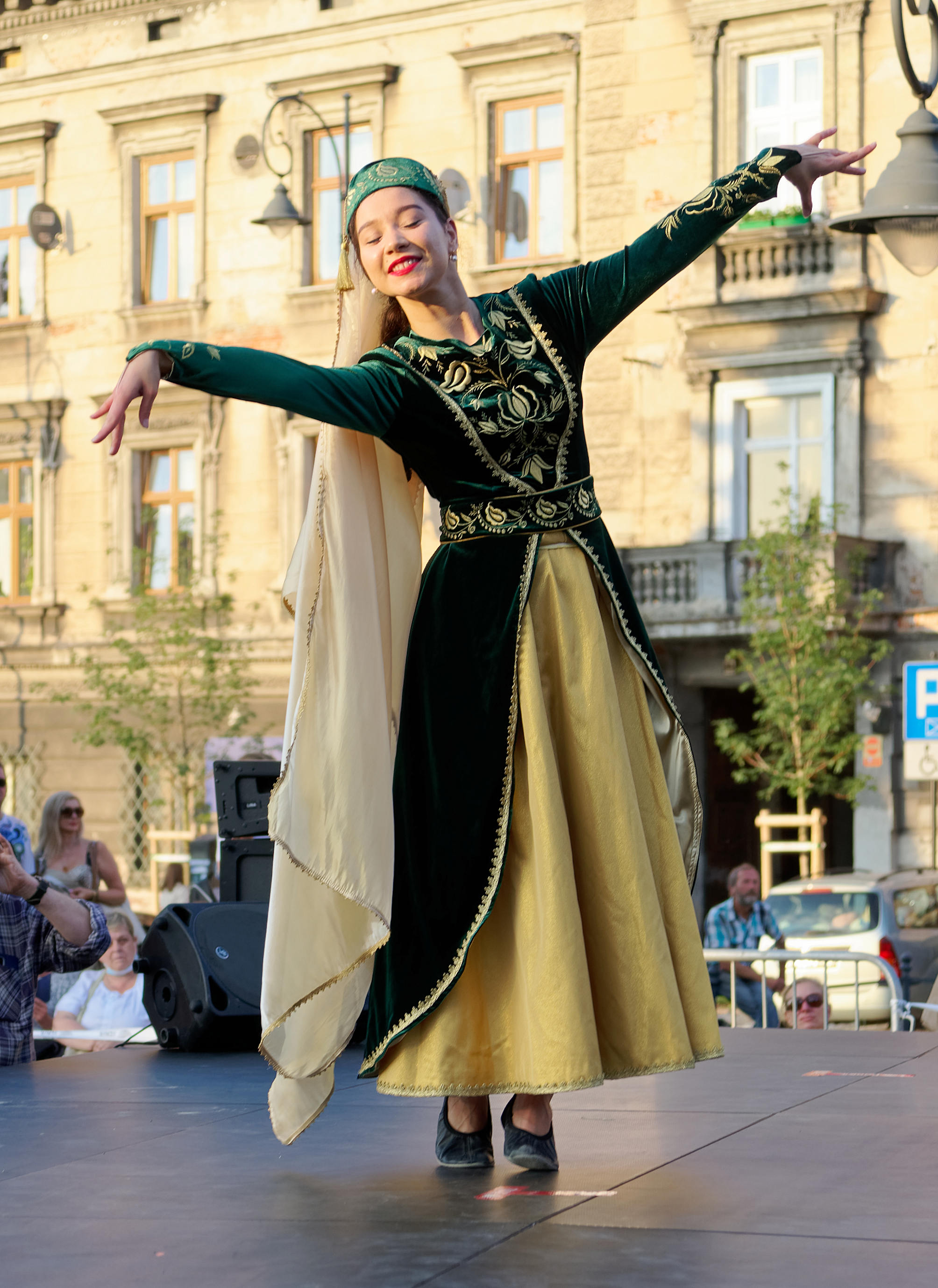
Гурт кримськотатарської пісні і танцю «Бунчук» на Міжнародному фестивалі вуличних театрів у Кракові
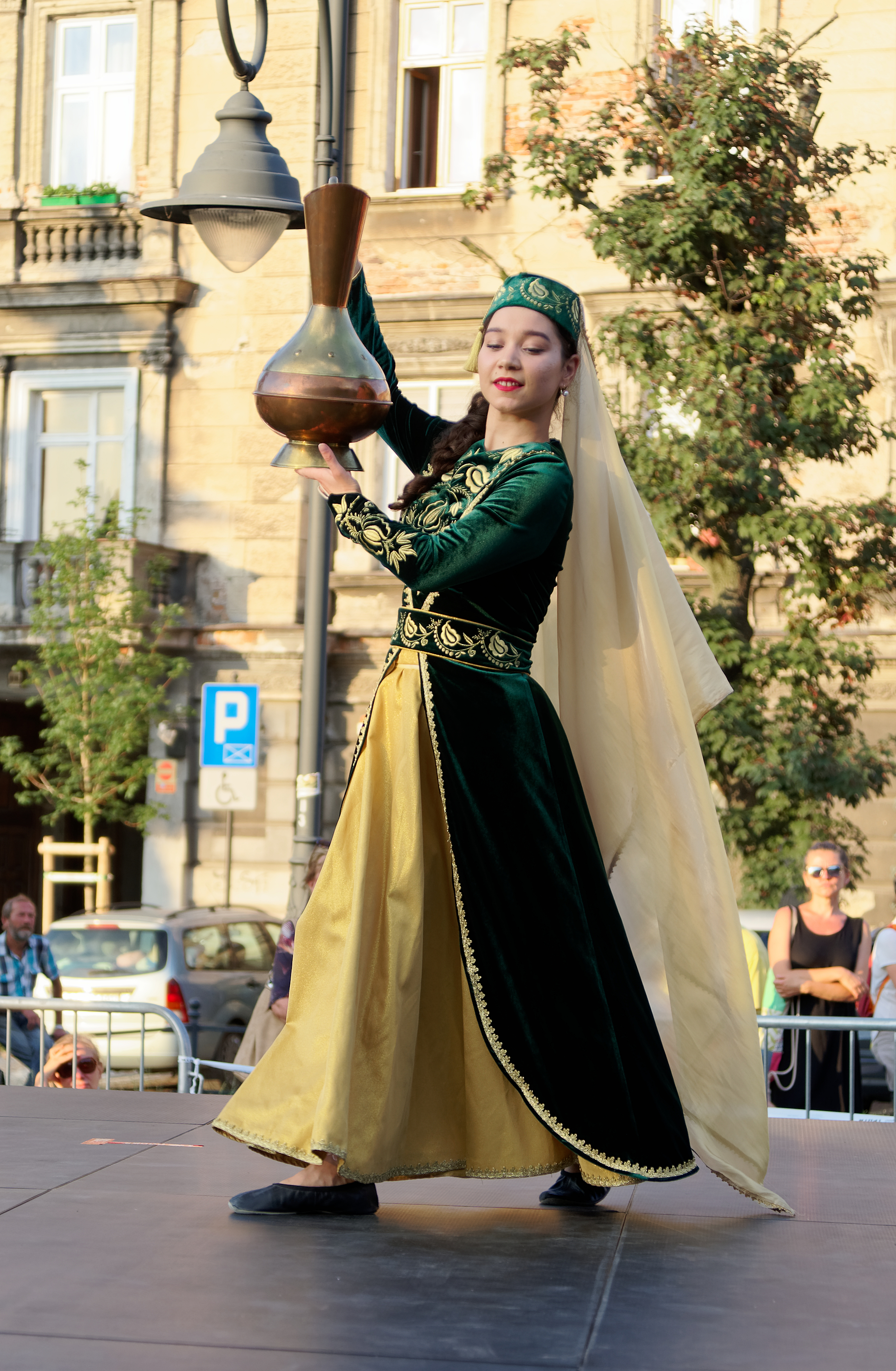
Гурт кримськотатарської пісні і танцю «Бунчук» на Міжнародному фестивалі вуличних театрів у Кракові
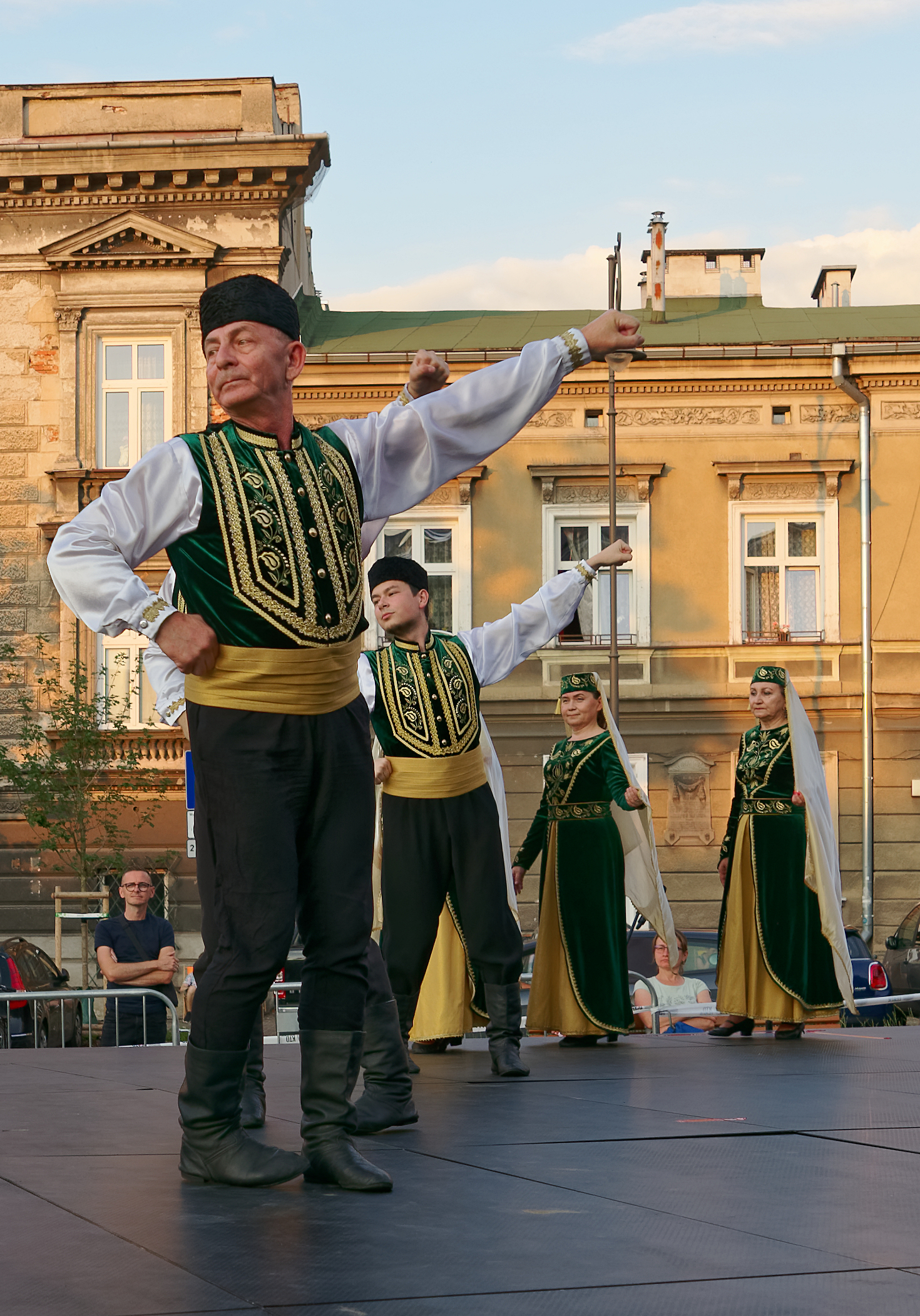
Гурт кримськотатарської пісні і танцю «Бунчук» на Міжнародному фестивалі вуличних театрів у Кракові
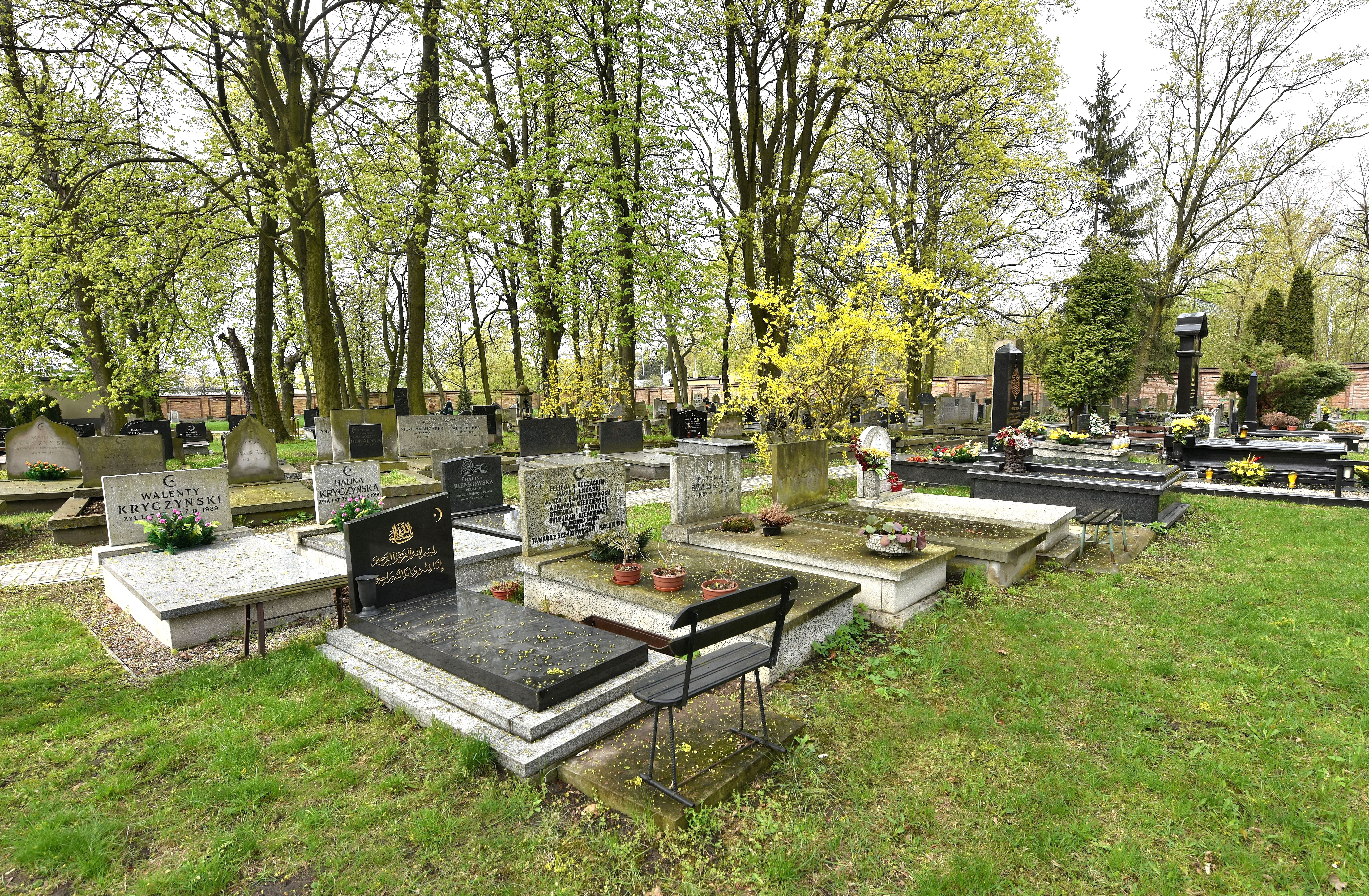
Мусульманське кладовище з похованнями польських татар у Варшаві
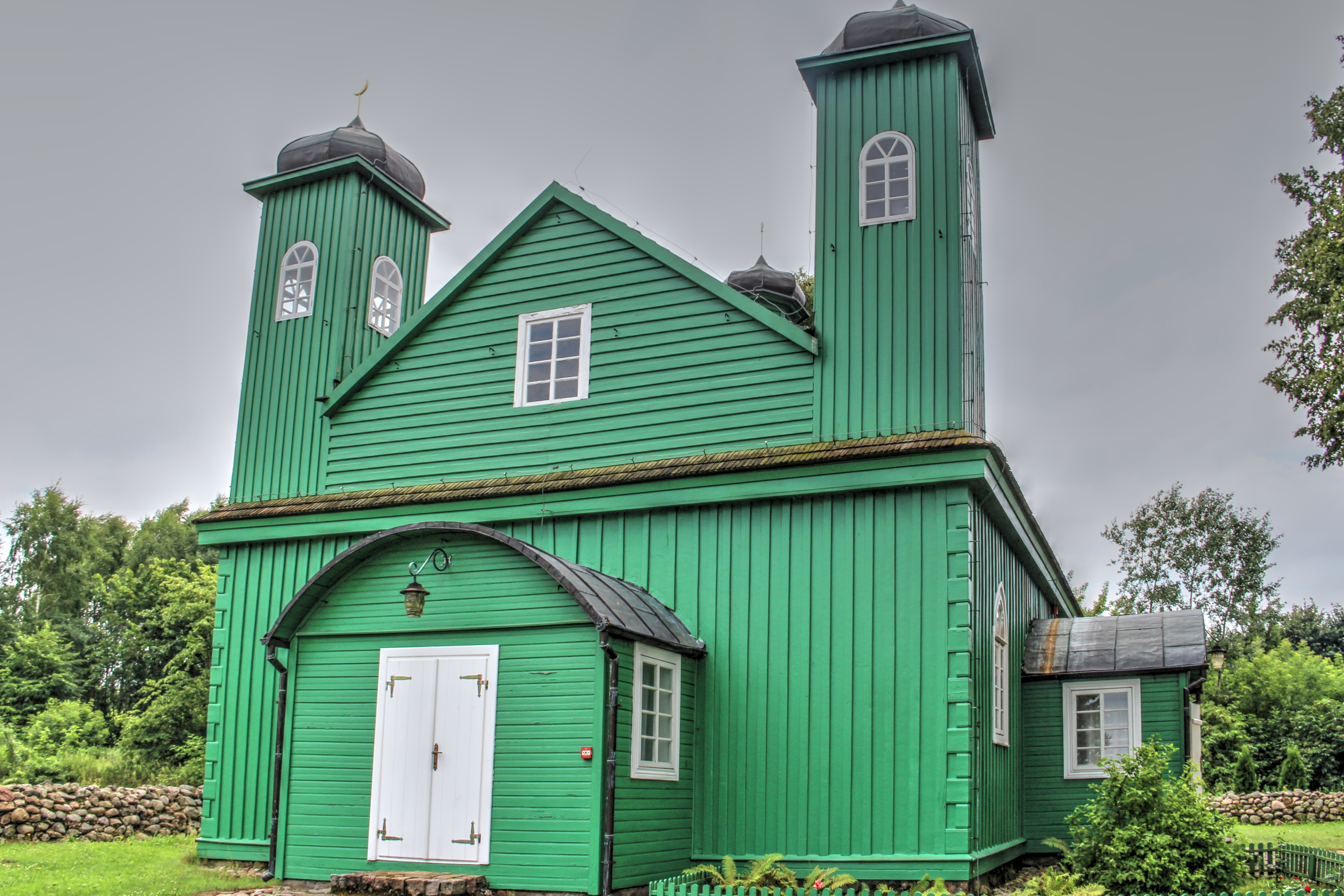
Мечеть у селі Крушиняни
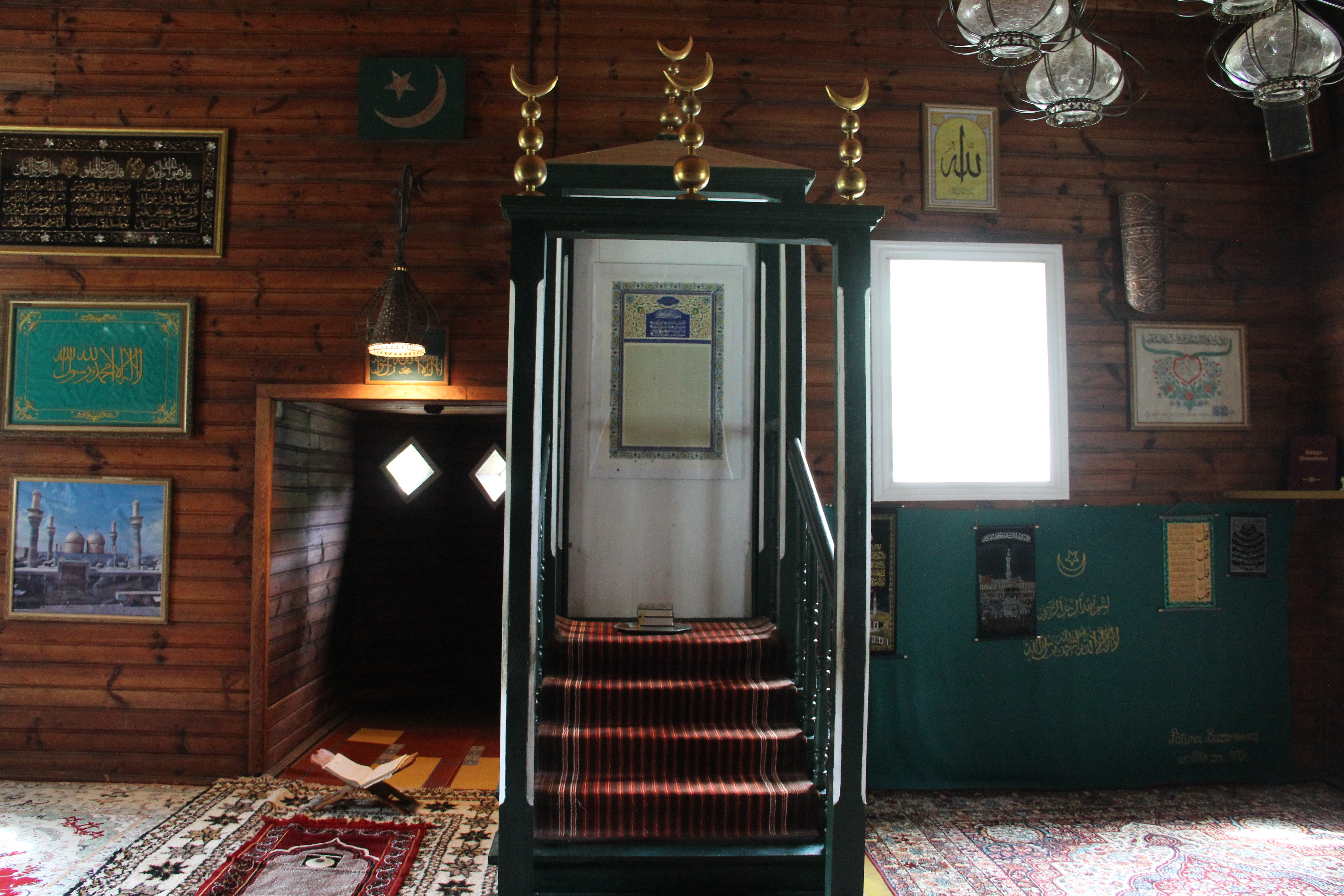
Мечеть у селі Крушиняни